# Kalamenianka
Kalamenianka je potok na dolním Liptově, v povodí Váhu, Žilinském kraji na území okresu Ružomberok, je to levostranný přítok Teplianky s délkou 6,7 km.

## Pramen
Pramení v Chočských vrších, v podcelku Sielnické vrchy, na jihovýchodním úpatí Ostrého (1 104,9 m n. m.) v nadmořské výšce přibližně 900 m n. m.

## Směr toku
Teče víceméně severojižním směrem, vytváří oblouk vypnutý k západu, protéká přes Kalameny.

## Geomorfologické celky
- Chočské vrchy, podcelek Sielnické vrchy
- Podtatranská kotlina, podcelek Liptovská kotlina, část Chočské podhorie

## Ústí
Na okraji obce Lúčky v nadmořské výšce přibližně 555 m n. m. do Teplianky.